# Jim Dine

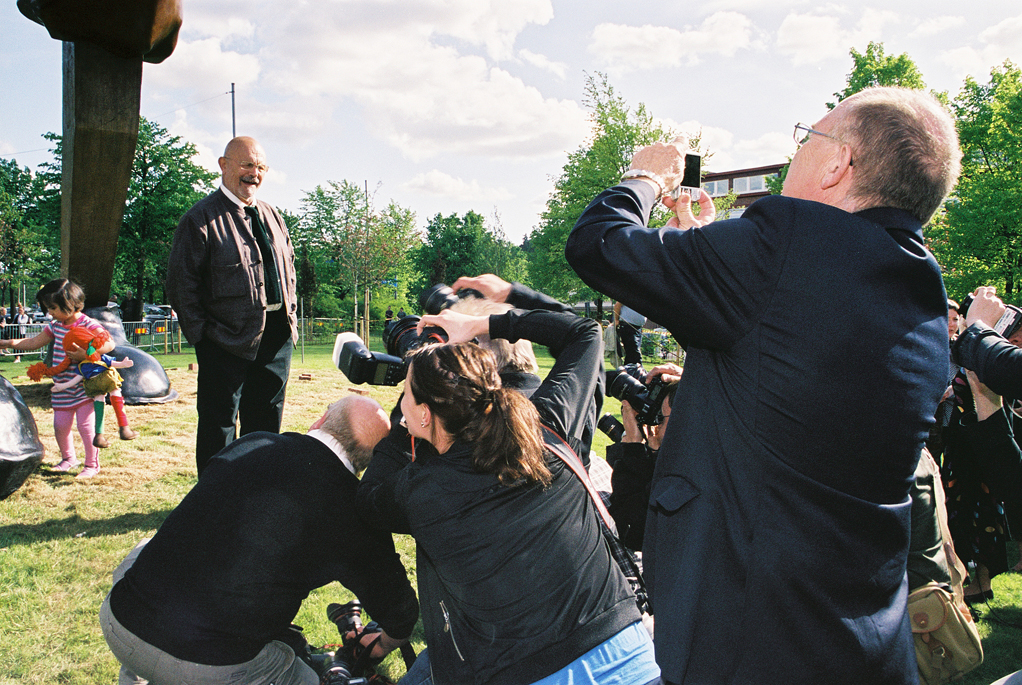
Jim Dine, dret a l'esquerra, posant per als periodistes

Jim Dine (Cincinnati, 16 de juny de 1935) és un pintor pop estatunidenc. Se l'ha considerat també part del moviment neodadaista anterior.
El seu primer contacte amb l'art, el van constituir les visites realitzades al museu de la seva ciutat. Després de la mort de la seva mare, i quan vivia amb els seus avis materns, el jove Jim es va inscriure en les classes nocturnes de la Cincinnati Art Academy, on hi tingué com a mestre Paul Chidlaw, de gran influència. Posteriorment, va ampliar els seus estudis a la Universitat d'Ohio, i es graduà en belles arts el 1957.
Establert a Nova York, es pot considerar Dine com el pare del happening, que organitzà el 1959 la representació de L'obrer somrient, a la qual aviat van seguir d'altres. Aviat va adquirir importància dins de l'incipient moviment pop, encara que ell mai va arribar a sentir-se integrat plenament en aquesta catalogació.